# Менагаришвили, Ираклий Афиногенович
Ира́клий Афиноге́нович Менагаришви́ли (груз. ირაკლი ათინოგენის ძე მენაღარიშვილი; 18 мая 1951, Тбилиси) — директор Центра стратегических исследований в Тбилиси, в 1995—1998, 1998—2003 — министр иностранных дел Грузии.

## Биография
Родился 18 мая 1951 в Тбилиси. В 1974 окончил Тбилисский медицинский институт.
В 1976—1980 занимает должности в комсомоле Грузии.
В 1982—1986 — первый заместитель министра здравоохранения Грузинской ССР.
В 1986—1991 — министр здравоохранения Грузинской ССР.
В 1991—1992 — директор Центра стратегических исследований.
В 1992-1993 — министр здравоохранения Грузии.
В 1993—1995 — заместитель премьер-министра Грузии.
В 1995—2003 — министр иностранных дел Грузии.
Затем вновь директор Центра стратегических исследований.
Владеет английским и русским языками. Женат, двое сыновей.
В феврале 2013 года выступил за немедленное возобновление железнодорожного движения через Абхазию как элемент общей стратегии примирения с жителями Абхазии.

## Награды
- Президентский орден «Сияние» (2018 год)[2]